# Plain Old Webserver
Plain Old Webserver o POW es una extensión para Mozilla Firefox que permite tener un potente servidor con capacidad para scripts del lado del servidor mediante sjs -similar a php-, cookies, base de datos SQLite y posibilidad de soporte para otros lenguajes, como Python, Perl o PHP

## Características
Supone una alternativa intresante al clásico LAMP (Linux,
Apache, MySQL y PHP), usando Firefox como plataforma -por lo que funciona en cualquier sistema operativo donde funcione Firefox-, SQLite para bases de datos y Javascript como en el servidor.

## Server-side Javascript
SJS es el método de scripts en el servidor que presenta ciertas ventajas frente a php. Para empezar, se puede hacer una web dinámica con scripts del lado del cliente y del lado del servidor sin mucha diferencia entre ellos.
Por ejemplo, si el código normal es:
```
<
script
 
type
=
"text/javascript"
>

funcion
 
()

</
script
>

```

el código en sjs sería:
```
<?
sjs

funcion
 
()

?>

```

Similar a <?php(código php)?>
También permite poner parámetros http mediante pow_header("X-Powered-by: Mozilla"); u obtenerlos mediante pow_get_request_header();
Para que POW interprete estos scripts, es necesario que los archivos acaben en .sjs

## Infinilink
El autor ofrece un servicio de redireccionamiento gratuito y sin registro. Esto se consigue mediante un identificador único para cada usuario (en prefs.js) que se obtiene en la primera conexión a internet con la extensión activada. Se requiere una modificación del archivo startup.sjs, en htdocs/system:
```
<?
sjs

	
pow_server
.
update_infinilink
(
identificador
 
de
 
usuario
)

?>

```

Así, al acceder a un servidor basta con introducir http://davidkellogg.com/infinilink/(id. de usuario)/. Se requiere mantener POW en el puerto 6670, aunque se puede realizar un redireccionamiento.